# Europeisk unionsrätts territoriella tillämpningsområde

Europeiska unionen i världen.

Europeisk unionsrätts territoriella tillämpningsområde är det geografiska område som unionsrätten är tillämplig inom. Området består huvudsakligen av Europeiska unionen och dess medlemsstater, men innefattar i viss utsträckning även andra länder, till exempel genom internationella avtal.
Vissa delar av unionsrätten är dock inte tillämpliga inom hela unionen. Eurosamarbetet omfattar bara euroområdet. Schengensamarbetet, de övriga fördjupade samarbetena samt det permanenta strukturerade samarbetet omfattar bara de deltagande medlemsstaterna. Därutöver omfattas nya medlemsstater av övergångsbestämmelser, som gäller under en begränsad tid efter deras anslutning till unionen. Slutligen finns det undantagsklausuler i unionens fördrag som gör att delar av unionsrätten inte är tillämpliga i Danmark och Irland.
Därutöver omfattas vissa territorier som tillhör medlemsstaterna av särskilda bestämmelser i förhållande till unionsrätten.

## Tillämplighet i medlemsstaterna
|  | Medlemsstater med undantagsklausuler |

|  | Övriga medlemsstater inom Europeiska unionen |

Enligt unionens fördrag är unionsrätten som huvudregel fullt tillämplig i alla medlemsstater. Det territoriella tillämpningsområdet innefattar således Belgien, Bulgarien, Cypern, Danmark, Estland, Finland, Frankrike, Grekland, Irland, Italien, Kroatien, Lettland, Litauen, Luxemburg, Malta, Nederländerna, Polen, Portugal, Rumänien, Slovakien, Slovenien, Spanien, Sverige, Tjeckien, Tyskland, Ungern och Österrike. Inom detta område gäller unionens fördrag, förordningar, direktiv, beslut och all annan unionsrätt fullt ut, och EU-domstolen ansvarar för tolkningen av denna rätt.
Vissa delar av unionsrätten är dock inte tillämpliga inom hela unionen. Eurosamarbetet omfattar bara euroområdet. Schengensamarbetet, de övriga fördjupade samarbetena samt det permanenta strukturerade samarbetet omfattar bara de deltagande medlemsstaterna. Slutligen omfattas nya medlemsstater av övergångsbestämmelser, som gäller under en begränsad tid efter deras anslutning till unionen.
Därutöver finns det undantagsklausuler i unionens fördrag som gör att delar av unionsrätten inte är tillämpliga i Danmark och Irland. Dessa undantag återfinns i protokoll som är fogade till unionens fördrag och är ett resultat av förhandlingar mellan medlemsstaterna i samband med utarbetandet av unionens fördrag. Danmark och Irland har i olika sammanhang och av olika anledningar inte velat ingå i vissa samarbetsformer. Eftersom nya fördrag måste ratificeras av alla medlemsstater har de erhållit undantagsklausuler i utbyte mot att de har tillåtit övriga medlemsstater att fördjupa sitt samarbete inom unionens ramar.
I enlighet med Edinburghbeslutet omfattas Danmark av två undantagsklausuler som rör eurosamarbetet och området med frihet, säkerhet och rättvisa och som båda är ett resultat av förhandlingarna om Maastrichtfördraget i början av 1990-talet. Även Irland omfattas av två undantagsklausuler som rör området med frihet, säkerhet och rättvisa och Schengensamarbetet.

### Eurosamarbetet
Enligt artikel 139 i fördraget om Europeiska unionens funktionssätt omfattas endast de medlemsstater som har euron som valuta av bestämmelserna om eurosamarbetet. Dessa medlemsstater har överfört sina befogenheter över den monetära politiken till europeisk nivå genom Eurosystemet och omfattas således av särskilda bestämmelser i fördraget. Enligt fördraget är rättsakter på följande tio områden endast tillämpliga på euroområdet:

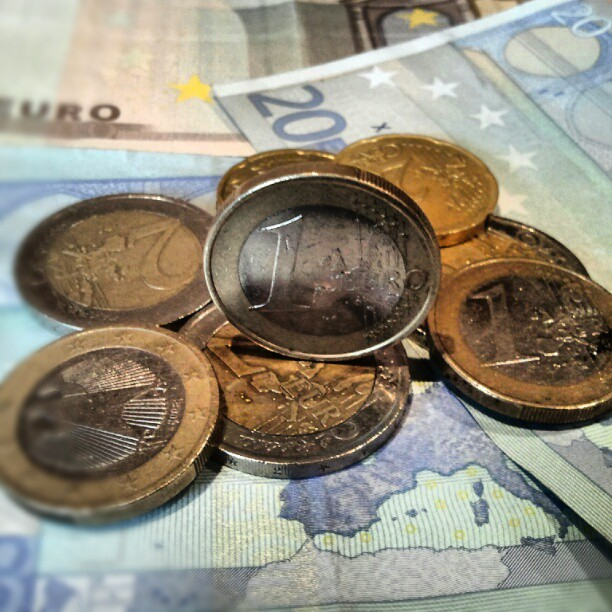
Endast medlemsstater som har euron som valuta omfattas av eurosamarbetet.

- Antagande av de delar av de allmänna riktlinjerna för den ekonomiska politiken som rör euroområdet generellt
- Tvingande medel för att avhjälpa alltför stora underskott
- Målen och uppgifterna för Europeiska centralbankssystemet
- Euroutgivning
- Europeiska centralbankens akter
- Åtgärder som gäller användningen av euron
- Avtal om valuta och andra åtgärder i fråga om valutapolitiken
- Utnämning av ledamöterna i Europeiska centralbankens direktion
- Beslut om fastställande av gemensamma ståndpunkter avseende frågor, som är av särskild betydelse för den ekonomiska och monetära unionen, inom de behöriga internationella finansinstitutionerna och finanskonferenserna
- Åtgärder för att säkerställa en enad representation inom de internationella finansinstitutionerna och finanskonferenserna

Medlemsstaterna som har euron som valuta kan även anta särskilda bestämmelser om det multilaterala övervakningsförfarandet och förfarandet vid alltför stora underskott för att den ekonomiska och monetära unionen ska fungera smidigt.
Övriga medlemsstater deltar inte i omröstningar om ovannämnda rättsakter. De deltar inte heller i omröstningar om rekommendationer inom ramen för det multilaterala övervakningsförfarandet eller åtgärder avseende alltför stora underskott, när det gäller de medlemsstater som har euron som valuta. Vidare har medlemsstaterna som har euron som valuta särskilda sammanträden mellan sina finansministrar i Eurogruppen, och möjlighet att inrätta en stabilitetsmekanism, vilket har gjorts genom fördraget om inrättande av Europeiska stabilitetsmekanismen.
Sju medlemsstater har fortfarande kvar egna nationella valutor och ingår därmed ännu inte i euroområdet: Bulgarien, Danmark, Polen, Rumänien, Sverige, Tjeckien och Ungern. Bortsett från Danmark har dessa medlemsstater förbundit sig att införa euron som valuta när de väl uppfyller de så kallade konvergenskriterierna. För dessa medlemsstater utvärderar Europeiska kommissionen och Europeiska centralbanken i var sin konvergensrapport fullgörandet av konvergenskriterierna minst en gång vartannat år eller på begäran av en medlemsstat utanför euroområdet. Mot bakgrund av dessa konvergensrapporter beslutar Europeiska unionens råd med kvalificerad majoritet, på förslag av kommissionen och efter samråd med Europaparlamentet och efter överläggningar i Europeiska rådet, om en medlemsstat ska införa euron som valuta. Rådet fastställer därefter med enhällighet bland euroområdets medlemsstater och den anslutande medlemsstaten oåterkalleligen omräkningskursen mellan euron och den nationella valuta som ska ersättas.

#### Danmark
Danmark omfattas av en undantagsklausul gällande eurosamarbetet. Undantagsklausulen innebär att Danmark inte kan förpliktigas att införa euron som valuta utan att den nationella regeringen först har begärt det. En utvärdering av Danmarks fullgörande av konvergenskriterierna kan därför endast inledas på begäran av den danska regeringen.
Danmarks undantagsklausul tillkom genom Maastrichtfördraget, som trädde i kraft den 1 november 1993 och som lade grunden för eurosamarbetet. Genom ett särskilt protokoll – protokollet om vissa bestämmelser angående Danmark – fick den danska regeringen möjlighet att anmäla till Europeiska unionens råd att Danmark inte skulle omfattas av eurosamarbetet. Efter en första folkomröstning om fördraget den 2 juni 1992, som resulterade i ett avslag, beslutade den danska regeringen att undantagsklausulen skulle aktiveras. Efter att även ha fått uttryckliga garantier om bland annat unionsmedborgarskapets innebörd genom Edinburghbeslutet hölls en andra folkomröstning den 18 maj 1993, som resulterade i att fördraget slutligen godkändes. Den danska regeringen anmälde sin avsikt att hålla Danmark utanför eurosamarbetet den 3 november 1993. Undantagsklausulen motsvarar det undantag som alla medlemsstater som ännu inte har uppfyllt konvergenskriterierna har, men med skillnaden att fullgörandet av kriterierna inte regelbundet utvärderas av kommissionen. Protokollets bestämmelser upphävs den dag Danmark eventuellt inför euron som valuta. De danska väljarna avslog ett förslag om att införa euron i en folkomröstning den 28 september 2000.

### Området med frihet, säkerhet och rättvisa
Området med frihet, säkerhet och rättvisa, som ursprungligen utgjordes av rättsliga och inrikes frågor när Maastrichtfördraget antogs i början av 1990-talet, omfattas av flera undantagsklausuler som gör att Danmark och Irland står helt eller delvis utanför detta befogenhetsområde. Övriga medlemsstater ingår fullt ut och omfattas av all tillämplig unionsrätt.

#### Danmark och Irland
Danmark och Irland omfattas av var sin undantagsklausul gällande området med frihet, säkerhet och rättvisa. Irlands undantagsklausul innebär att landet som huvudregel står utanför beslutsfattande som rör rättsakter inom detta befogenhetsområde. Sådana rättsakter är varken bindande för eller tillämpliga på Irland. Den irländska regeringen kan dock inom tre månader från att ett förslag eller initiativ har lagts fram för Europeiska unionens råd meddela att landet önskar delta i antagandet av det. I så fall deltar Irland i antagandet på samma villkor som övriga medlemsstater och den antagna rättsakten får samma rättsverkan i Irland som i övriga medlemsstater. Den irländska regeringen har även möjlighet att i efterhand begära att få delta i rättsakter som landet inte omfattas av på grund av sin undantagsklausul. En sådan begäran måste dock godkännas av Europeiska kommissionen och kan vara föremål för eventuella villkor för deltagande. Särskilda bestämmelser gäller om Irland avstår från att delta i beslut som rör utvecklandet av rättsakter som landet tidigare valt att delta i. Som en avvikelse från ovannämnda huvudregel omfattas Irland fullt ut av administrativa åtgärder för förebyggande och bekämpning av terrorism som antas med artikel 75 i fördraget om Europeiska unionens funktionssätt som rättslig grund. Undantagsklausulen gäller inte heller rättsakter som utvecklar Schengenregelverket, som omfattas av en annan av Irlands undantagsklausuler. Den irländska regeringen har möjlighet att, i enlighet med Irlands egna konstitutionella bestämmelser, begära att undantagsklausulen upphävs. I så fall börjar de normala bestämmelserna i fördragen att gälla för landet.
Danmarks undantagsklausul är mer långtgående och undantar all unionsrätt på området med frihet, säkerhet och rättvisa, utom vissa delar av den gemensamma viseringspolitiken (den enhetliga utformningen av visumhandlingar och den gemensamma förteckningen över tredjeländer vars medborgare behöver visum vid kortare vistelse i unionen). Det innebär att rättsakter som antas inom detta befogenhetsområde i regel inte är tillämpliga i Danmark. Till skillnad från Irland har Danmark ingen möjlighet att välja från fall till fall om landet ska omfattas av en viss rättsakt. Danmark måste istället sluta ett internationellt avtal med unionen i de fall landet vill omfattas av en rättsakt och behandlas då likt ett tredjeland i förhållande till unionen. Särskilda bestämmelser gäller dock rättsakter som rör Schengenregelverket, där det räcker för den danska regeringen att anmäla till Europeiska unionens råd inom sex månader från antagandet av ett förslag eller initiativ att landet har beslutat sig för att genomföra rättsakten. I så fall blir rättsakten fullt bindande för Danmark som internationell rätt. Den danska regeringen har möjlighet att omvandla undantagsklausulen till en tillvalsordning, som innebär att den danska regeringen på samma sätt som Irland får möjlighet att bestämma från fall till fall om den vill omfattas av en viss rättsakt. De danska väljarna avslog dock ett förslag om att aktivera en sådan tillvalsordning i en folkomröstning den 3 december 2015. Den danska regeringen har även möjlighet att, i enlighet med Danmarks egna konstitutionella bestämmelser, begära att undantagsklausulen helt upphävs. I så fall börjar de normala bestämmelserna i fördragen att gälla för landet.

### Gemensamma utrikes- och säkerhetspolitiken

25 av 27 medlemsstater deltar i det permanenta strukturerade samarbetet.

Den gemensamma utrikes- och säkerhetspolitiken innefattar i regel alla medlemsstater. Beslutsfattandet inom detta befogenhetsområde skiljer sig från övriga eftersom det sker uteslutande på mellanstatlig basis; nästan alla beslut fattas med enhällighet av medlemsstaterna i Europeiska unionens råd. Särskilt inom den gemensamma säkerhets- och försvarspolitiken kan rådet anförtro genomförandet av ett civilt eller militärt uppdrag åt en grupp medlemsstater, utan att alla medlemsstater måste delta. Särskilda bestämmelser om konstruktiv röstnedläggning gör det också möjligt för enskilda medlemsstater att avstå från att delta i beslutsfattande som rör den gemensamma utrikes- och säkerhetspolitiken. På så sätt kan en medlemsstat avstå från att blockera övriga medlemsstater från att fatta ett visst beslut på detta område, samtidigt som denna medlemsstat inte blir bunden av det fattade beslutet. Förfarandet har hittills endast använts vid ett enda tillfälle; när unionen 2008 beslutade att inrätta ett civilt uppdrag inom den gemensamma säkerhets- och försvarspolitiken för Kosovo.
Inom den gemensamma säkerhets- och försvarspolitiken gäller särskilda bestämmelser. Deltagande i Europeiska försvarsbyrån är frivilligt, men alla medlemsstater har valt att delta. Därutöver kan ett antal medlemsstater, som uppfyller högre krav på militär kapacitet, inrätta ett permanent strukturerat samarbete för att stärka sitt gemensamma försvarssamarbete. Det permanenta strukturerade samarbetet inrättas av Europeiska unionens råd med kvalificerad majoritet på begäran av de deltagande medlemsstaterna. Den 13 november 2017 anmälde 23 medlemsstater sitt intresse att inleda ett permanent strukturerat samarbete. Ytterligare två medlemsstater anmälde sitt intresse den 7 december 2017. Rådet beslutade den 11 december 2017 att inrätta det permanenta strukturerade samarbetet med totalt 25 deltagande medlemsstater. Den 23 maj 2023 anslöt sig även Danmark. Därmed ingår alla medlemsstater utom Malta, som står utanför på grund av sin neutralitetspolitik.

### Fördjupade samarbeten
I samband med införlivandet av Schengenregelverket inom Europeiska unionens ramar genom Amsterdamfördraget skapades en möjlighet för medlemsstaterna att inleda fördjupade samarbeten. Förfarandet innebär att minst nio av unionens medlemsstater integrerar eller samarbetar inom ett politikområde, utan att övriga medlemsstater måste delta. Det är utformat för att övervinna förlamningar i unionens institutionella arbete när ett lagförslag blockeras av en enskild medlemsstat eller en mindre grupp medlemsstater som inte vill bli en del av samarbetet. Fördjupade samarbeten kan upprättas inom alla icke-exklusiva befogenhetsområden. Enligt fördragen ska ett fördjupat samarbete vara en sista utväg för att nå mål som inte hela unionen kan uppnå inom rimlig tid. Ett fördjupat samarbete måste respektera fördragen och unionsrätten. Det får inte heller negativt påverka den inre marknaden eller den ekonomiska, sociala och territoriella sammanhållningen eller leda till diskriminering i handeln eller snedvridning av konkurrensen mellan medlemsstaterna. Därutöver måste de fördjupade samarbetena även respektera de icke-deltagande medlemsstaternas rättigheter och skyldigheter. På motsvarande sätt får inte dessa medlemsstater hindra de deltagande medlemsstaterna från att genomföra samarbetena.
Bortsett från Schengensamarbetet utgör ett fördjupat samarbete inte en integrerad del av unionens regelverk, utan ett eget regelverk inom unionsrätten (franska: acquis particulier), och behöver således inte godtas fullt ut av nya medlemsstater. Samtliga medlemsstater ska dock när som helst kunna ansluta sig till ett fördjupat samarbete om de uppfyller de villkor som krävs för att få delta. Alla medlemsstater har rätt att delta i rådets överläggningar när det behandlar ett fördjupat samarbete. Vid omröstningar är det dock endast de deltagande medlemsstaterna som har rösträtt.

#### Schengensamarbetet

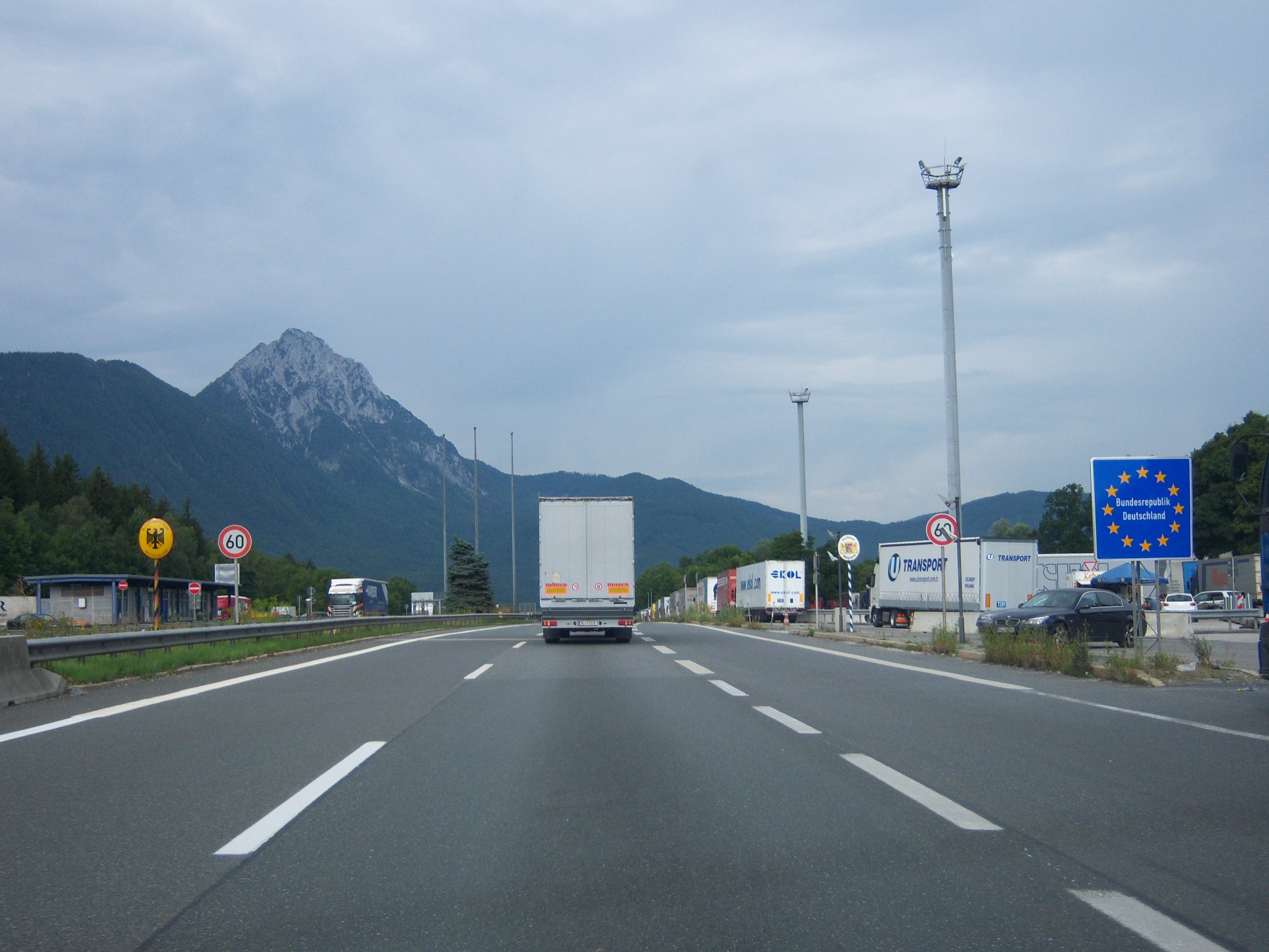
En inre gräns mellan Tyskland och Österrike, utan gränskontroller.

Schengensamarbetet inrättades ursprungligen utanför Europeiska unionens ramar genom undertecknandet av Schengenavtalet den 14 juni 1985. Det var framför allt Storbritannien som blockerade ett gemensamt gränskontrollsamarbete och därmed tvingade flera av de andra medlemsstaterna att inleda ett samarbete utanför unionens ramar. I samband med skapandet av möjligheten att inleda fördjupade samarbeten genom Amsterdamfördraget införlivades Schengensamarbetet inom unionens ramar som ett fördjupat samarbete. Irland och Storbritannien valde att fortsätta att stå utanför, medan Danmark anslöt sig i samband med att de övriga nordiska länderna anslöt sig till samarbetet. Bestämmelserna om införlivandet av Schengenregelverket återfinns i ett särskilt protokoll – Schengenprotokollet – som är fogat till unionens grundfördrag genom Amsterdamfördraget. Protokollet fastställer särskilda bestämmelser om villkoren för det fördjupade samarbetet kring Schengensamarbetet. I de fall rättsakter antas för att utveckla Schengenregelverket, och Irland inte omfattas, bemyndigas Schengenområdet direkt att inleda ett fördjupat samarbete.
Schengensamarbetet utgör, i motsats till övriga fördjupade samarbeten, en integrerad del av unionens regelverk och måste således godtas fullt ut av nya medlemsstater. Innan en medlemsstat kan delta fullt ut i Schengensamarbetet genom att avskaffa sina gränskontroller vid de inre gränserna krävs det dock att medlemsstaten uppfyller vissa tekniska kriterier. Europeiska kommissionen ansvarar för att utvärdera en medlemsstats fullgörande av dessa kriterier och Europeiska unionens råd beslutar därefter med enhällighet bland Schengenområdets företrädare om medlemsstaten ska få ansluta sig till Schengenområdet. Cypern väntar fortfarande på att få ansluta sig till Schengenområdet, men är fullt bundet av Schengenregelverket och deltar därför i överläggningar och omröstningar som rör utvecklandet av Schengensamarbetet.

##### Danmark och Irland
Danmark och Irland omfattas båda av särskilda bestämmelser gällande Schengensamarbetet. Genom den gemensamma resezonen ingår Irland i en passunion med Storbritannien och tillåts därför att utföra kontroller av alla personer, inklusive unionsmedborgare, som passerar landets gränser. De andra medlemsstaterna tillåts av samma anledning utföra kontroller av alla personer som reser in från Irland. Irland står således helt utanför Schengenområdet och den irländska regeringen deltar inte i antagandet av rättsakter som utvecklar Schengenregelverket och som inte är bindande för eller tillämpliga på Irland. Enligt Schengenprotokollet har landet dock möjlighet att begära att få tillämpa hela eller delar av Schengenregelverket. En sådan begäran måste godkännas med enhällighet av alla medlemsstater som är bundna av Schengenregelverket och Irland. I början av 2000-talet begärde Irland att få delta i vissa delar av Schengensamarbetet, huvudsakligen i de delar som rör Schengens informationssystem, polissamarbete och straffrättsligt samarbete. Begäran godkändes av Europeiska unionens råd den 28 februari 2002. Det dröjde dock till den 18 november 2020 innan rådet antog ett beslut om tillämpningen av dessa bestämmelser i Irland. Enligt beslutet blev de flesta bestämmelser tillämpliga den 1 januari 2021 eller den 1 januari 2022. Irland har enligt Schengenprotokollet även möjlighet att anmäla sin avsikt att delta i en rättsakt som utvecklar någon av de bestämmelser i Schengenregelverket som landet deltar i, utan krav på godkännande av Schengenländerna. Enligt 2002 års rådsbeslut ska Irland redan anses ha oåterkalleligen anmält sin önskan om att delta i alla förslag och initiativ som utvecklar de delar av Schengenregelverket som Irland deltar i genom beslutet. Irland har senare även begärt och fått godkänt att delta i inrättandet av Europeiska unionens byrå för den operativa förvaltningen av stora it-system inom området frihet, säkerhet och rättvisa.
Danmark omfattas förvisso av Schengensamarbetet, men inte som unionsrätt, utan som internationell rätt vad gäller de delar av Schengenregelverket som rör området med frihet, säkerhet och rättvisa. Danmark måste därför varje gång en ny rättsakt antas inom Schengensamarbetet och som rör området med frihet, säkerhet och rättvisa meddela övriga medlemsstater inom sex månader om akten kommer att bli tillämplig i Danmark. I så fall blir den bindande som internationell rätt, och inte som unionsrätt. Om den danska regeringen inte skulle godta en ny rättsakt, måste Danmark och övriga Schengenområdet ”överväga vilka lämpliga åtgärder som ska vidtas”. Denna undantagsklausul gäller dock inte vissa delar av den gemensamma viseringspolitiken (den enhetliga utformningen av visumhandlingar och den gemensamma förteckningen över tredjeländer vars medborgare behöver visum vid kortare vistelse i unionen), som är bindande för Danmark som unionsrätt. Den danska regeringen deltar inte i antagandet av rättsakter som utvecklar Schengenregelverket och som inte är bindande för eller tillämpliga på Danmark som unionsrätt.

### Övergångsbestämmelser
Nya medlemsstater som ansluter sig till Europeiska unionen omfattas i regel av övergångsbestämmelser, som syftar till att underlätta övergången till att tillämpa all unionsrätt. Övergångsbestämmelserna gäller normalt i ett antal månader eller år, men sällan mer än tio år. Övergångsbestämmelser kan i vissa fall också återfinnas i specifika rättsakter för att ge flexibilitet åt medlemsstaterna i samband med införandet av nya bestämmelser. I anslutningsfördragen 2003, 2005 och 2011 fanns även bestämmelser om mekanismen för samarbete och kontroll, som var en skyddsklausul som syftade till att säkerställa att nya medlemsstater uppfyllde sina åtaganden vad gällde den inre marknaden och området med frihet, säkerhet och rättvisa; den aktiverades dock endast för Bulgarien och Rumänien 2007–2023. Rättsakter som omfattas av övergångsbestämmelser är fortfarande bindande för en ny medlemsstat och dess regering deltar därför i antagandet av rättsakter som ändrar eller upphäver en sådan rättsakt.

#### Kroatien
Kroatien, som anslöt sig till unionen den 1 juli 2013, omfattas sedan den 1 januari 2024 inte längre av några övergångsbestämmelser, i enlighet med anslutningsfördraget 2011. Kroatien omfattas dock av särskilda bestämmelser om varutransporter genom Neumkorridoren, vilket regleras av en särskild förordning, ”Neumförordningen”. Från och med den 1 januari 2023 omfattas kroatiska arbetstagare återigen av restriktioner i den fria rörligheten för arbetstagare i Schweiz, i enlighet med övergångsbestämmelser i avtalet mellan Europeiska gemenskapen och Schweiz om fri rörlighet för personer. Dessa restriktioner kan vara i kraft som längst fram till slutet av 2026.
Tidigare omfattades Kroatien av övergångsbestämmelser kring försäljning av vissa läkemedel (fram till den 1 juli 2017), den fria rörlighet för arbetstagare i andra länder än Schweiz (fram till den 1 juli 2020), diverse delar av den gemensamma jordbrukspolitiken (fram till den 1 januari 2018), livsmedelssäkerhet (fram till den 1 januari 2016), saluföring av utsäde (fram till den 1 januari 2015), bottentrål (fram till den 1 juli 2014) och garn (fram till den 1 januari 2015) inom fiskeri, cabotage (fram till den 1 januari 2017), punktskatt på cigaretter (fram till den 1 januari 2018) och undantag av skatteplikt (fram till den 1 januari 2015) samt miljöbestämmelser relaterade till luftfart (fram till den 1 januari 2014), vissa bestämmelser om avfallshantering (fram till den 1 januari 2021), vissa bestämmelser om vattenkvalitet (fram till den 1 januari 2024) och det fria förvärvet av jordbruksmark för unionsmedborgare (fram till den 1 juli 2023). I sin väntan på att bli en del av Schengenområdet omfattades Kroatien även av en övergångsbestämmelse som tillät gemensamma gränskontroller med Bosnien och Hercegovina vid ländernas gemensamma gräns; denna bestämmelse upphävdes dock genom Schengenkodexen den 12 april 2016.
I Kroatiens anslutningsfördrag fanns även bestämmelser om mekanismen för samarbete och kontroll, men dessa bestämmelser aktiverades aldrig av Europeiska kommissionen.

### Övriga undantag och garantier
Det finns en rad andra undantag och garantier som antagits i samband med utarbetandet av unionens fördrag. Dessa syftar till att antingen upprätthålla specifika bestämmelser för en eller ett par medlemsstater eller förtydliga tolkningen och tillämpningen av unionsrätten.
Genom var sitt protokoll har Danmark respektive Malta rätt att begränsa unionsmedborgares rätt att fritt förvärva fritidsbostäder. Anslutningsfördraget 1994 ger Sverige rätt att fortsätta tillåta försäljning av snus med tobak, samt Finland och Sverige rätt att skydda renskötande samers ensamrätt till renskötsel inom traditionella samiska områden.

#### Danmark, Irland, Malta och Polen
En rad garantier och förklaringar har utfärdats i samband med ratificeringen av unionens fördrag med syfte att blidka tveksamma medlemsstater. I vissa fall har garantier eller förklaringar avgivits efter att en folkomröstning har hållits med negativt utslag. Det har då syftat till att öppna upp för en ny folkomröstning om ett visst fördrag. Garantierna är i allmänhet rättsligt bindande men har i praktiken begränsad betydelse då de i regel endast klargör, och inte ändrar, innebörden av unionens fördrag.
Irland och Malta har båda erhållit garantier om att unionsrätten inte under några omständigheter kan påverka deras abortpolitik. I samband med ratificeringen av Nicefördraget erhöll Irland garantier om att unionsrätten inte ska inkräkta på den irländska neutralitetspolitiken. Även i samband med ratificeringen av Lissabonfördraget erhöll Irland en rad garantier som rör abort, skatter och försvar. Dessa blev rättsligt bindande genom ett separat protokoll – protokollet om det irländska folkets oro rörande Lissabonfördraget – som ratificerades efter Lissabonfördragets ikraftträdande och som trädde i kraft den 1 december 2014.
I samband med ratificeringen av Maastrichtfördraget i början av 1990-talet erhöll Danmark, i enlighet med Edinburghbeslutet, ett förtydligande om att unionsmedborgarskapet inte på något sätt skulle ersätta de nationella medborgarskapen. Samma förtydligande fördes in i unionens fördrag genom Amsterdamfördraget, som trädde i kraft den 1 maj 1999.
I samband med ratificeringen av Lissabonfördraget erhöll även Polen garantier om att stadgan om de grundläggande rättigheterna inte utökar befogenheterna för EU-domstolen.

## Tillämplighet i associerade territorier
| Europeiska unionen YRO-områden ULT-områden Områden sui generis Grönland Clippertonön Franska Guyana Franska Polynesien Franska sydterritorierna Guadeloupe Martinique Mayotte Nya Kaledonien Réunion Saint-Martin Saint-Barthélemy Saint-Pierre och Miquelon Wallis och Futuna Nederländska · Västindien Azorerna Madeira Kanarieöarna · |

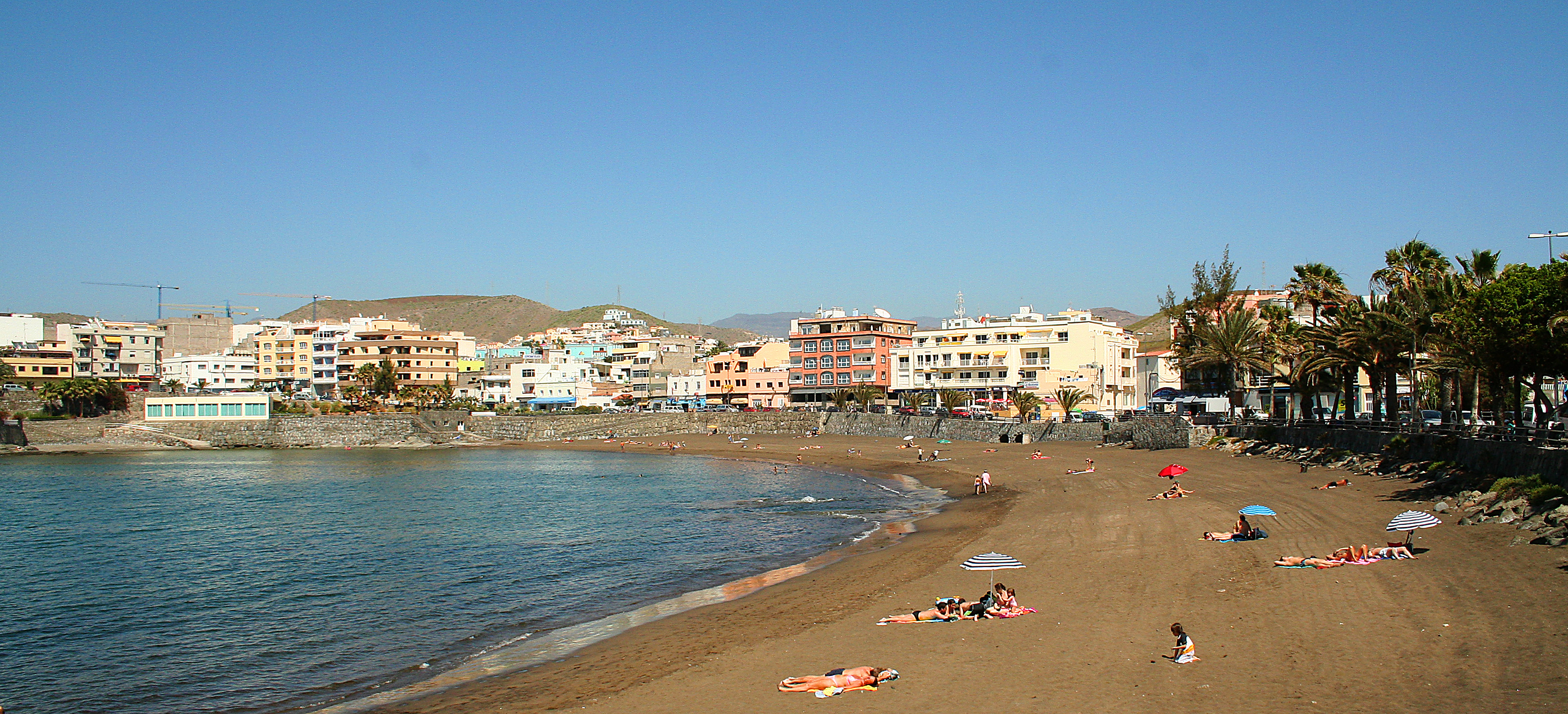
Kanarieöarna är ett yttersta randområde och ingår således i unionen.

Utöver medlemsstaterna är unionsrätten även tillämplig i vissa tillhörande territorier, som omfattas av en särskild associeringsordning inom unionen. Dessa territorier består av tre olika kategorier. Den första kategorin utgörs av de yttersta randområdena (YRO-områdena), som ingår i unionen men som åtnjuter vissa särskilda undantag från unionsrätten med hänsyn till deras geografiska avlägsenhet och ekonomiska beroende av ett fåtal produkter. Dessa territorier innefattar de portugisiska ögrupperna Azorerna och Madeira, den spanska ögruppen Kanarieöarna, de franska utomeuropeiska departementen Franska Guyana, Guadeloupe, Martinique, Mayotte och Réunion samt det franska förvaltningsområdet Saint-Martin.
Den andra kategorin utgörs av de utomeuropeiska länderna och territorierna (ULT-områdena), som står utanför unionen men som åtnjuter en särskild associeringsordning och därför tillämpar vissa delar av unionsrätten. Dessa territorier innefattar Frankrikes utomeuropeiska förvaltningsområden, Nya Kaledonien, Franska sydterritorierna, Grönland samt de nederländska ögrupperna i Västindien.
Slutligen finns det en tredje kategori bestående av territorier som inte ingår i någon av de redan nämnda kategorierna. Dessa territorier innefattar bland annat den grekiska självstyrande halvön Athos, de spanska exklaverna Ceuta och Melilla, den danska självstyrande ögruppen Färöarna, den tyska ön Helgoland, den turkcypriotiska utbrytarrepubliken Nordcypern och den finländska självstyrande ögruppen Åland. Tillämpningen av unionsrätten i dessa territorier varierar stort, och vissa av dem ingår i unionen medan andra står helt utanför.

## Tillämplighet i övriga EES-länder och Schweiz
Genom EES-avtalet gäller betydande delar av unionsrätten även för Island, Liechtenstein och Norge. Genom bilaterala avtal omfattas även Schweiz i viss utsträckning. Som en följd av EES-avtalet och de bilaterala avtalen ingår dessa länder helt eller delvis i den inre marknaden, men måste i gengäld tillämpa stora delar av unionsrätten.
Island, Liechtenstein, Norge och Schweiz ingår även i Schengenområdet genom särskilda associeringsavtal och har följaktligen avskaffat sina gränskontroller vid de inre gränserna. De omfattas också av Dublinförordningen och Eurodacförordningen genom mellanstatliga avtal. Övriga delar av unionsrätten står de i princip helt utanför.

## Avskaffade undantagsklausuler

### Danmark
Danmark omfattades tidigare av en undantagsklausul gällande den gemensamma försvarspolitiken. Undantagsklausulen innebar att Danmark stod utanför de delar av den gemensamma säkerhets- och försvarspolitiken som hade anknytning till försvarsfrågor. Den danska regeringen deltog inte i arbetet med att utarbeta och genomföra rättsakter som rörde detta område. Dessa rättsakter var inte heller tillämpliga i Danmark. Undantagsklausulen förhindrade Danmark från att delta i till exempel Europeiska försvarsbyrån och det permanenta strukturerade samarbetet. Den danska regeringen hade dock möjlighet att, i enlighet med Danmarks egna konstitutionella bestämmelser, begära att undantagsklausulen skulle upphävas. Som ett svar på Rysslands invasion av Ukraina 2022 utlyste den danska regeringen en folkomröstning om försvarsundantaget som ägde rum den 1 juni 2022. En majoritet av väljarna röstade då för att avskaffa undantaget. Den 20 juni 2022 lämnade Danmarks utrikesminister Jeppe Kofod över en skrivelse till den höga representanten för utrikes frågor och säkerhetspolitiken Josep Borrell om avskaffandet av undantagsklausulen, som upphävdes den 1 juli 2022. Den 23 mars 2023 anslöt sig Danmark till Europeiska försvarsbyrån, och den 23 maj 2023 till det permanenta strukturerade samarbetet.
Den danska undantagsklausulen gällande försvarspolitik påverkade inte rättsakter med anknytning till försvarsfrågor som antogs inom andra befogenhetsområden än den gemensamma säkerhets- och försvarspolitiken. Till exempel omfattades Danmark av Europeiska försvarsfonden. Vidare omfattades Danmark av de delar av den gemensamma säkerhets- och försvarspolitiken som saknade anknytning till försvarsfrågor, särskilt vad gällde civila uppdrag av olika slag.

### Storbritannien
Innan Storbritanniens utträde ur Europeiska unionen den 1 februari 2020 omfattades Storbritannien av flera undantagsklausuler, bland annat gällande eurosamarbetet och området med frihet, säkerhet och rättvisa. Dessa var ett resultat av förhandlingarna om Maastrichtfördraget och Amsterdamfördraget under 1990-talet. Bland annat behövde Storbritannien inte införa euron som valuta eller ingå i Schengenområdet – däremot valde Storbritannien att delta i andra delar av Schengensamarbetet som berörde Schengens informationssystem, polissamarbete och straffrättsligt samarbete. Den brittiska regeringen under premiärminister John Major förhandlade sig även till en undantagsklausul kring protokollet om socialpolitik, men denna upphävdes genom Amsterdamfördraget den 1 maj 1999 efter begäran av den brittiska regeringen under premiärminister Tony Blair. Under 1997 och 1998 antog rådet två direktiv som utökade tillämpningsområdet för de rättsakter som tidigare hade antagits med protokollet som rättslig grund till Storbritannien. I samband med inrättandet av det permanenta strukturerade samarbetet i slutet av 2017 valde Storbritannien, som då redan var på väg ut ur unionen, att stå utanför.
Genom Storbritanniens utträde ur unionen upphävdes alla brittiska undantagsklausuler. Om Storbritannien ansöker om medlemskap igen någon gång i framtiden skulle den brittiska regeringen behöva övriga medlemsstaters medgivande för att återfå motsvarande undantagsklausuler.

## Unionsrättens tillämplighet per land
| \| \| Relevant del av unionsrätten tillämplig i berört land genom unionens fördrag eller rättsakter \| \| \| Relevant del av unionsrätten tillämplig i berört land genom EES-avtalet (undantag kan förekomma) \| \| \| Relevant del av unionsrätten tillämplig i berört land genom annat mellanstatligt avtal med unionen \| \| [–] \| Relevant del av unionsrätten tillämplig i berört land med undantag \| \| \| Relevant del av unionsrätten ej tillämplig i berört land \| | |     |         |        |     |         |     |         |        |         |     |     |     |    |     |     |        |    |        |        |    |         |        |        |         |        |    |        |        |        |        |        |        |        |        |
| Bestämmelser om ... är tillämpligt i ... | BE                                                                                                 | BG  | CY      | DK     | EE  | FI      | FR  | EL      | IR     | IT      | HR  | LV  | LT  | LU | MT  | NL  | PL     | PT | RO     | SK     | SI | ES      | SE     | CZ     | DE      | HU     | AT | IS     | LI     | NO     | CH     | AD     | MC     | SM     | VA     |
| Europeiska unionen | Ja                                                                                                 | Ja  | Ja      | Ja     | Ja  | Ja      | Ja  | Ja      | Ja     | Ja      | Ja  | Ja  | Ja  | Ja | Ja  | Ja  | Ja     | Ja | Ja     | Ja     | Ja | Ja      | Ja     | Ja     | Ja      | Ja     | Ja | Nej    | Nej    | Nej    | Nej    | Nej    | Nej    | Nej    | Nej    |
| Europeiska atomenergigemenskapen | Ja                                                                                                 | Ja  | Ja      | Ja     | Ja  | Ja      | Ja  | Ja      | Ja     | Ja      | Ja  | Ja  | Ja  | Ja | Ja  | Ja  | Ja     | Ja | Ja     | Ja     | Ja | Ja      | Ja     | Ja     | Ja      | Ja     | Ja | Nej    | Nej    | Nej    | Nej    | Nej    | Nej    | Nej    | Nej    |
| Röst- och närvarorätt vid beslutsfattande | Ja                                                                                                 | Ja  | Ja      | Ja     | Ja  | Ja      | Ja  | Ja      | Ja     | Ja      | Ja  | Ja  | Ja  | Ja | Ja  | Ja  | Ja     | Ja | Ja     | Ja     | Ja | Ja      | Ja     | Ja     | Ja      | Ja     | Ja | Nej    | Nej    | Nej    | Nej    | Nej    | Nej    | Nej    | Nej    |
| Unionsrättens direkta effekt | Ja                                                                                                 | Ja  | Ja      | Ja     | Ja  | Ja      | Ja  | Ja      | Ja     | Ja      | Ja  | Ja  | Ja  | Ja | Ja  | Ja  | Ja     | Ja | Ja     | Ja     | Ja | Ja      | Ja     | Ja     | Ja      | Ja     | Ja | Nej    | Nej    | Nej    | Nej    | Nej    | Nej    | Nej    | Nej    |
| Medborgerliga rättigheter | |     |         |        |     |         |     |         |        |         |     |     |     |    |     |     |        |    |        |        |    |         |        |        |         |        |    |        |        |        |        |        |        |        |        |
| Unionsmedborgarskapet | Ja                                                                                                 | Ja  | Ja      | Ja     | Ja  | Ja      | Ja  | Ja      | Ja     | Ja      | Ja  | Ja  | Ja  | Ja | Ja  | Ja  | Ja     | Ja | Ja     | Ja     | Ja | Ja      | Ja     | Ja     | Ja      | Ja     | Ja | Nej    | Nej    | Nej    | Nej    | Nej    | Nej    | Nej    | Nej    |
| Rätt till fri rörlighet för personer | Ja                                                                                                 | Ja  | Ja      | Ja     | Ja  | Ja      | Ja  | Ja      | Ja     | Ja      | Ja  | Ja  | Ja  | Ja | Ja  | Ja  | Ja     | Ja | Ja     | Ja     | Ja | Ja      | Ja     | Ja     | Ja      | Ja     | Ja | Ja     | Ja     | Ja     | [ 87 ] | Nej    | Nej    | Nej    | Nej    |
| Rösträtt och valbarhet vid val till Europaparlamentet | Ja                                                                                                 | Ja  | Ja      | Ja     | Ja  | Ja      | Ja  | Ja      | Ja     | Ja      | Ja  | Ja  | Ja  | Ja | Ja  | Ja  | Ja     | Ja | Ja     | Ja     | Ja | Ja      | Ja     | Ja     | Ja      | Ja     | Ja | Nej    | Nej    | Nej    | Nej    | Nej    | Nej    | Nej    | Nej    |
| Rösträtt och valbarhet vid kommunala val | Ja                                                                                                 | Ja  | Ja      | Ja     | Ja  | Ja      | Ja  | Ja      | Ja     | Ja      | Ja  | Ja  | Ja  | Ja | Ja  | Ja  | Ja     | Ja | Ja     | Ja     | Ja | Ja      | Ja     | Ja     | Ja      | Ja     | Ja | Nej    | Nej    | Nej    | Nej    | Nej    | Nej    | Nej    | Nej    |
| Rätt till konsulärt skydd av andra medlemsstater | Ja                                                                                                 | Ja  | Ja      | Ja     | Ja  | Ja      | Ja  | Ja      | Ja     | Ja      | Ja  | Ja  | Ja  | Ja | Ja  | Ja  | Ja     | Ja | Ja     | Ja     | Ja | Ja      | Ja     | Ja     | Ja      | Ja     | Ja | Nej    | Nej    | Nej    | Nej    | Nej    | Nej    | Nej    | Nej    |
| Rätt att vända sig till unionens institutioner | Ja                                                                                                 | Ja  | Ja      | Ja     | Ja  | Ja      | Ja  | Ja      | Ja     | Ja      | Ja  | Ja  | Ja  | Ja | Ja  | Ja  | Ja     | Ja | Ja     | Ja     | Ja | Ja      | Ja     | Ja     | Ja      | Ja     | Ja | Nej    | Nej    | Nej    | Nej    | Nej    | Nej    | Nej    | Nej    |
| Rätt att delta i europeiska medborgarinitiativ | Ja                                                                                                 | Ja  | Ja      | Ja     | Ja  | Ja      | Ja  | Ja      | Ja     | Ja      | Ja  | Ja  | Ja  | Ja | Ja  | Ja  | Ja     | Ja | Ja     | Ja     | Ja | Ja      | Ja     | Ja     | Ja      | Ja     | Ja | Nej    | Nej    | Nej    | Nej    | Nej    | Nej    | Nej    | Nej    |
| Inre marknaden och handel med tredjeländer | |     |         |        |     |         |     |         |        |         |     |     |     |    |     |     |        |    |        |        |    |         |        |        |         |        |    |        |        |        |        |        |        |        |        |
| Avskaffade tullavgifter vid inbördes handel | Ja                                                                                                 | Ja  | Ja      | Ja     | Ja  | Ja      | Ja  | Ja      | Ja     | Ja      | Ja  | Ja  | Ja  | Ja | Ja  | Ja  | Ja     | Ja | Ja     | Ja     | Ja | Ja      | Ja     | Ja     | Ja      | Ja     | Ja | [ 88 ] | [ 88 ] | [ 88 ] | [ 88 ] | [ 88 ] | Ja     | [ 88 ] | Ja     |
| Europeiska unionens tullunion | Ja                                                                                                 | Ja  | Ja      | Ja     | Ja  | Ja      | Ja  | Ja      | Ja     | Ja      | Ja  | Ja  | Ja  | Ja | Ja  | Ja  | Ja     | Ja | Ja     | Ja     | Ja | Ja      | Ja     | Ja     | Ja      | Ja     | Ja | Nej    | Nej    | Nej    | Nej    | [ 89 ] | Ja     | Ja     | Nej    |
| Gemensamma handelspolitiken | Ja                                                                                                 | Ja  | Ja      | Ja     | Ja  | Ja      | Ja  | Ja      | Ja     | Ja      | Ja  | Ja  | Ja  | Ja | Ja  | Ja  | Ja     | Ja | Ja     | Ja     | Ja | Ja      | Ja     | Ja     | Ja      | Ja     | Ja | Nej    | Nej    | Nej    | Nej    | [ 89 ] | [ 89 ] | [ 89 ] | Nej    |
| Gemensamma mervärdesskatteområdet | Ja                                                                                                 | Ja  | Ja      | Ja     | Ja  | Ja      | Ja  | Ja      | Ja     | Ja      | Ja  | Ja  | Ja  | Ja | Ja  | Ja  | Ja     | Ja | Ja     | Ja     | Ja | Ja      | Ja     | Ja     | Ja      | Ja     | Ja | Nej    | Nej    | Nej    | Nej    | Nej    | Ja     | Nej    | Nej    |
| Gemensamma punktskatteområdet | Ja                                                                                                 | Ja  | Ja      | Ja     | Ja  | Ja      | Ja  | Ja      | Ja     | Ja      | Ja  | Ja  | Ja  | Ja | Ja  | Ja  | Ja     | Ja | Ja     | Ja     | Ja | Ja      | Ja     | Ja     | Ja      | Ja     | Ja | Nej    | Nej    | Nej    | Nej    | Nej    | Ja     | Ja     | Nej    |
| Inre marknaden och de fyra friheterna | Ja                                                                                                 | Ja  | Ja      | Ja     | Ja  | Ja      | Ja  | Ja      | Ja     | Ja      | Ja  | Ja  | Ja  | Ja | Ja  | Ja  | Ja     | Ja | Ja     | Ja     | Ja | Ja      | Ja     | Ja     | Ja      | Ja     | Ja | Ja     | Ja     | Ja     | [ 90 ] | Nej    | [ 89 ] | Nej    | Nej    |
| Konkurrensregler | Ja                                                                                                 | Ja  | Ja      | Ja     | Ja  | Ja      | Ja  | Ja      | Ja     | Ja      | Ja  | Ja  | Ja  | Ja | Ja  | Ja  | Ja     | Ja | Ja     | Ja     | Ja | Ja      | Ja     | Ja     | Ja      | Ja     | Ja | Ja     | Ja     | Ja     | [ 90 ] | Nej    | [ 89 ] | Nej    | Nej    |
| Fri rörlighet för arbetstagare | Ja                                                                                                 | Ja  | Ja      | Ja     | Ja  | Ja      | Ja  | Ja      | Ja     | Ja      | Ja  | Ja  | Ja  | Ja | Ja  | Ja  | Ja     | Ja | Ja     | Ja     | Ja | Ja      | Ja     | Ja     | Ja      | Ja     | Ja | Ja     | Ja     | Ja     | [ 91 ] | Nej    | Nej    | Nej    | Nej    |
| Gemensamma eurobetalningsområdet | Ja                                                                                                 | Ja  | Ja      | Ja     | Ja  | Ja      | Ja  | Ja      | Ja     | Ja      | Ja  | Ja  | Ja  | Ja | Ja  | Ja  | Ja     | Ja | Ja     | Ja     | Ja | Ja      | Ja     | Ja     | Ja      | Ja     | Ja | Ja     | Ja     | Ja     | Ja     | Ja     | Ja     | Ja     | Ja     |
| Fritt förvärv av fritidsbostäder | Ja                                                                                                 | Ja  | Ja      | Nej    | Ja  | Ja      | Ja  | Ja      | Ja     | Ja      | Ja  | Ja  | Ja  | Ja | Nej | Ja  | Ja     | Ja | Ja     | Ja     | Ja | Ja      | Ja     | Ja     | Ja      | Ja     | Ja | Ja     | Ja     | Ja     | Nej    | Nej    | Nej    | Nej    | Nej    |
| Fritt förvärv av jordbruksmark | Ja                                                                                                 | Ja  | Ja      | Ja     | Ja  | Ja      | Ja  | Ja      | Ja     | Ja      | Ja  | Ja  | Ja  | Ja | Ja  | Ja  | Ja     | Ja | Ja     | Ja     | Ja | Ja      | Ja     | Ja     | Ja      | Ja     | Ja | Ja     | Ja     | Ja     | Nej    | Nej    | Nej    | Nej    | Nej    |
| Sommartidsdirektivet | Ja                                                                                                 | Ja  | Ja      | Ja     | Ja  | Ja      | Ja  | Ja      | Ja     | Ja      | Ja  | Ja  | Ja  | Ja | Ja  | Ja  | Ja     | Ja | Ja     | Ja     | Ja | Ja      | Ja     | Ja     | Ja      | Ja     | Ja | Nej    | Ja     | Ja     | Nej    | Nej    | Nej    | Nej    | Nej    |
| Avskaffade roamingavgifter | Ja                                                                                                 | Ja  | Ja      | Ja     | Ja  | Ja      | Ja  | Ja      | Ja     | Ja      | Ja  | Ja  | Ja  | Ja | Ja  | Ja  | Ja     | Ja | Ja     | Ja     | Ja | Ja      | Ja     | Ja     | Ja      | Ja     | Ja | Ja     | Ja     | Ja     | Nej    | Nej    | Nej    | Nej    | Nej    |
| Förbud mot försäljning av snus med tobak | Ja                                                                                                 | Ja  | Ja      | Ja     | Ja  | Ja      | Ja  | Ja      | Ja     | Ja      | Ja  | Ja  | Ja  | Ja | Ja  | Ja  | Ja     | Ja | Ja     | Ja     | Ja | Ja      | Nej    | Ja     | Ja      | Ja     | Ja | Ja     | Ja     | Nej    | Nej    | Nej    | Nej    | Nej    | Nej    |
| Ekonomisk och monetär politik | |     |         |        |     |         |     |         |        |         |     |     |     |    |     |     |        |    |        |        |    |         |        |        |         |        |    |        |        |        |        |        |        |        |        |
| Ekonomiska och monetära unionen | Ja                                                                                                 | Ja  | Ja      | Ja     | Ja  | Ja      | Ja  | Ja      | Ja     | Ja      | Ja  | Ja  | Ja  | Ja | Ja  | Ja  | Ja     | Ja | Ja     | Ja     | Ja | Ja      | Ja     | Ja     | Ja      | Ja     | Ja | Nej    | Nej    | Nej    | Nej    | Nej    | Nej    | Nej    | Nej    |
| Bankunionen | Ja                                                                                                 | Ja  | Ja      | [ 89 ] | Ja  | Ja      | Ja  | Ja      | Ja     | Ja      | Ja  | Ja  | Ja  | Ja | Ja  | Ja  | [ 89 ] | Ja | [ 89 ] | Ja     | Ja | Ja      | [ 89 ] | [ 89 ] | Ja      | [ 89 ] | Ja | Nej    | Nej    | Nej    | Nej    | Nej    | Nej    | Nej    | Nej    |
| Europeiska växelkursmekanismen | Ja                                                                                                 | Ja  | Ja      | Ja     | Ja  | Ja      | Ja  | Ja      | Ja     | Ja      | Ja  | Ja  | Ja  | Ja | Ja  | Ja  | Nej    | Ja | Nej    | Ja     | Ja | Ja      | Nej    | Nej    | Ja      | Nej    | Ja | Nej    | Nej    | Nej    | Nej    | Nej    | Nej    | Nej    | Nej    |
| Eurosamarbetet | Ja                                                                                                 | Nej | Ja      | Nej    | Ja  | Ja      | Ja  | Ja      | Ja     | Ja      | Ja  | Ja  | Ja  | Ja | Ja  | Ja  | Nej    | Ja | Nej    | Ja     | Ja | Ja      | Nej    | Nej    | Ja      | Nej    | Ja | Nej    | Nej    | Nej    | Nej    | Ja     | Ja     | Ja     | Ja     |
| Jordbruks- och fiskeripolitik | |     |         |        |     |         |     |         |        |         |     |     |     |    |     |     |        |    |        |        |    |         |        |        |         |        |    |        |        |        |        |        |        |        |        |
| Gemensamma jordbrukspolitiken | Ja                                                                                                 | Ja  | Ja      | Ja     | Ja  | Ja      | Ja  | Ja      | Ja     | Ja      | Ja  | Ja  | Ja  | Ja | Ja  | Ja  | Ja     | Ja | Ja     | Ja     | Ja | Ja      | Ja     | Ja     | Ja      | Ja     | Ja | Nej    | Nej    | Nej    | Nej    | Nej    | Nej    | Nej    | Nej    |
| Gemensamma fiskeripolitiken | Ja                                                                                                 | Ja  | Ja      | Ja     | Ja  | Ja      | Ja  | Ja      | Ja     | Ja      | Ja  | Ja  | Ja  | Ja | Ja  | Ja  | Ja     | Ja | Ja     | Ja     | Ja | Ja      | Ja     | Ja     | Ja      | Ja     | Ja | Nej    | Nej    | Nej    | Nej    | Nej    | Nej    | Nej    | Nej    |
| Rättsliga och inrikes frågor | |     |         |        |     |         |     |         |        |         |     |     |     |    |     |     |        |    |        |        |    |         |        |        |         |        |    |        |        |        |        |        |        |        |        |
| Området med frihet, säkerhet och rättvisa | Ja                                                                                                 | Ja  | Ja      | Nej    | Ja  | Ja      | Ja  | Ja      | [ 92 ] | Ja      | Ja  | Ja  | Ja  | Ja | Ja  | Ja  | Ja     | Ja | Ja     | Ja     | Ja | Ja      | Ja     | Ja     | Ja      | Ja     | Ja | Nej    | Nej    | Nej    | Nej    | Nej    | Nej    | Nej    | Nej    |
| Schengensamarbetet och Schengenregelverket | Ja                                                                                                 | Ja  | [ 93 ]  | Ja     | Ja  | Ja      | Ja  | Ja      | [ 94 ] | Ja      | Ja  | Ja  | Ja  | Ja | Ja  | Ja  | Ja     | Ja | Ja     | Ja     | Ja | Ja      | Ja     | Ja     | Ja      | Ja     | Ja | Ja     | Ja     | Ja     | Ja     | [ 95 ] | Ja     | [ 95 ] | [ 95 ] |
| Dublinförordningen och Eurodacförordningen | Ja                                                                                                 | Ja  | Ja      | Ja     | Ja  | Ja      | Ja  | Ja      | Ja     | Ja      | Ja  | Ja  | Ja  | Ja | Ja  | Ja  | Ja     | Ja | Ja     | Ja     | Ja | Ja      | Ja     | Ja     | Ja      | Ja     | Ja | Ja     | Ja     | Ja     | Ja     | Nej    | Nej    | Nej    | Nej    |
| Övriga delar av den gemensamma asylpolitiken | Ja                                                                                                 | Ja  | Ja      | Nej    | Ja  | Ja      | Ja  | Ja      | [ 96 ] | Ja      | Ja  | Ja  | Ja  | Ja | Ja  | Ja  | Ja     | Ja | Ja     | Ja     | Ja | Ja      | Ja     | Ja     | Ja      | Ja     | Ja | Nej    | Nej    | Nej    | Nej    | Nej    | Nej    | Nej    | Nej    |
| Gemensamma invandringspolitiken | Ja                                                                                                 | Ja  | Ja      | Nej    | Ja  | Ja      | Ja  | Ja      | Nej    | Ja      | Ja  | Ja  | Ja  | Ja | Ja  | Ja  | Ja     | Ja | Ja     | Ja     | Ja | Ja      | Ja     | Ja     | Ja      | Ja     | Ja | Nej    | Nej    | Nej    | Nej    | Nej    | Nej    | Nej    | Nej    |
| Civilrättsligt samarbete | Ja                                                                                                 | Ja  | Ja      | [ 97 ] | Ja  | Ja      | Ja  | Ja      | [ 89 ] | Ja      | Ja  | Ja  | Ja  | Ja | Ja  | Ja  | Ja     | Ja | Ja     | Ja     | Ja | Ja      | Ja     | Ja     | Ja      | Ja     | Ja | Nej    | Nej    | Nej    | Nej    | Nej    | Nej    | Nej    | Nej    |
| Polissamarbete och straffrättsligt samarbete | Ja                                                                                                 | Ja  | Ja      | [ 98 ] | Ja  | Ja      | Ja  | Ja      | [ 89 ] | Ja      | Ja  | Ja  | Ja  | Ja | Ja  | Ja  | Ja     | Ja | Ja     | Ja     | Ja | Ja      | Ja     | Ja     | Ja      | Ja     | Ja | Nej    | Nej    | Nej    | Nej    | Nej    | Nej    | Nej    | Nej    |
| Utrikes- och försvarspolitik | |     |         |        |     |         |     |         |        |         |     |     |     |    |     |     |        |    |        |        |    |         |        |        |         |        |    |        |        |        |        |        |        |        |        |
| Gemensamma utrikes- och säkerhetspolitiken | Ja                                                                                                 | Ja  | Ja      | Ja     | Ja  | Ja      | Ja  | Ja      | Ja     | Ja      | Ja  | Ja  | Ja  | Ja | Ja  | Ja  | Ja     | Ja | Ja     | Ja     | Ja | Ja      | Ja     | Ja     | Ja      | Ja     | Ja | Nej    | Nej    | Nej    | Nej    | Nej    | Nej    | Nej    | Nej    |
| Gemensamma säkerhets- och försvarspolitiken | Ja                                                                                                 | Ja  | Ja      | Ja     | Ja  | Ja      | Ja  | Ja      | Ja     | Ja      | Ja  | Ja  | Ja  | Ja | Ja  | Ja  | Ja     | Ja | Ja     | Ja     | Ja | Ja      | Ja     | Ja     | Ja      | Ja     | Ja | Nej    | Nej    | Nej    | Nej    | Nej    | Nej    | Nej    | Nej    |
| Europeiska försvarsbyrån | Ja                                                                                                 | Ja  | Ja      | Ja     | Ja  | Ja      | Ja  | Ja      | Ja     | Ja      | Ja  | Ja  | Ja  | Ja | Ja  | Ja  | Ja     | Ja | Ja     | Ja     | Ja | Ja      | Ja     | Ja     | Ja      | Ja     | Ja | Nej    | Nej    | Nej    | Nej    | Nej    | Nej    | Nej    | Nej    |
| Permanenta strukturerade samarbetet | Ja                                                                                                 | Ja  | Ja      | Ja     | Ja  | Ja      | Ja  | Ja      | Ja     | Ja      | Ja  | Ja  | Ja  | Ja | Nej | Ja  | Ja     | Ja | Ja     | Ja     | Ja | Ja      | Ja     | Ja     | Ja      | Ja     | Ja | Nej    | Nej    | Nej    | Nej    | Nej    | Nej    | Nej    | Nej    |
| Övriga befogenhetsområden | |     |         |        |     |         |     |         |        |         |     |     |     |    |     |     |        |    |        |        |    |         |        |        |         |        |    |        |        |        |        |        |        |        |        |
| Socialpolitik | Ja                                                                                                 | Ja  | Ja      | Ja     | Ja  | Ja      | Ja  | Ja      | Ja     | Ja      | Ja  | Ja  | Ja  | Ja | Ja  | Ja  | Ja     | Ja | Ja     | Ja     | Ja | Ja      | Ja     | Ja     | Ja      | Ja     | Ja | Ja     | Ja     | Ja     | Nej    | Nej    | Nej    | Nej    | Nej    |
| Ekonomisk, social och territoriell sammanhållning | Ja                                                                                                 | Ja  | Ja      | Ja     | Ja  | Ja      | Ja  | Ja      | Ja     | Ja      | Ja  | Ja  | Ja  | Ja | Ja  | Ja  | Ja     | Ja | Ja     | Ja     | Ja | Ja      | Ja     | Ja     | Ja      | Ja     | Ja | Nej    | Nej    | Nej    | Nej    | Nej    | Nej    | Nej    | Nej    |
| Miljöpolitik | Ja                                                                                                 | Ja  | Ja      | Ja     | Ja  | Ja      | Ja  | Ja      | Ja     | Ja      | Ja  | Ja  | Ja  | Ja | Ja  | Ja  | Ja     | Ja | Ja     | Ja     | Ja | Ja      | Ja     | Ja     | Ja      | Ja     | Ja | Ja     | Ja     | Ja     | Nej    | Nej    | Nej    | Nej    | Nej    |
| Konsumentskydd | Ja                                                                                                 | Ja  | Ja      | Ja     | Ja  | Ja      | Ja  | Ja      | Ja     | Ja      | Ja  | Ja  | Ja  | Ja | Ja  | Ja  | Ja     | Ja | Ja     | Ja     | Ja | Ja      | Ja     | Ja     | Ja      | Ja     | Ja | Ja     | Ja     | Ja     | Nej    | Nej    | Nej    | Nej    | Nej    |
| Gemensamma transportpolitiken | Ja                                                                                                 | Ja  | Ja      | Ja     | Ja  | Ja      | Ja  | Ja      | Ja     | Ja      | Ja  | Ja  | Ja  | Ja | Ja  | Ja  | Ja     | Ja | Ja     | Ja     | Ja | Ja      | Ja     | Ja     | Ja      | Ja     | Ja | Ja     | Ja     | Ja     | Nej    | Nej    | Nej    | Nej    | Nej    |
| Transeuropeiska nät | Ja                                                                                                 | Ja  | Ja      | Ja     | Ja  | Ja      | Ja  | Ja      | Ja     | Ja      | Ja  | Ja  | Ja  | Ja | Ja  | Ja  | Ja     | Ja | Ja     | Ja     | Ja | Ja      | Ja     | Ja     | Ja      | Ja     | Ja | Ja     | Ja     | Ja     | Nej    | Nej    | Nej    | Nej    | Nej    |
| Energipolitik | Ja                                                                                                 | Ja  | Ja      | Ja     | Ja  | Ja      | Ja  | Ja      | Ja     | Ja      | Ja  | Ja  | Ja  | Ja | Ja  | Ja  | Ja     | Ja | Ja     | Ja     | Ja | Ja      | Ja     | Ja     | Ja      | Ja     | Ja | Ja     | Ja     | Ja     | Nej    | Nej    | Nej    | Nej    | Nej    |
| Folkhälsa | Ja                                                                                                 | Ja  | Ja      | Ja     | Ja  | Ja      | Ja  | Ja      | Ja     | Ja      | Ja  | Ja  | Ja  | Ja | Ja  | Ja  | Ja     | Ja | Ja     | Ja     | Ja | Ja      | Ja     | Ja     | Ja      | Ja     | Ja | Nej    | Nej    | Nej    | Nej    | Nej    | Nej    | Nej    | Nej    |
| Forskning, teknisk utveckling och rymden | Ja                                                                                                 | Ja  | Ja      | Ja     | Ja  | Ja      | Ja  | Ja      | Ja     | Ja      | Ja  | Ja  | Ja  | Ja | Ja  | Ja  | Ja     | Ja | Ja     | Ja     | Ja | Ja      | Ja     | Ja     | Ja      | Ja     | Ja | Ja     | Ja     | Ja     | Nej    | Nej    | Nej    | Nej    | Nej    |
| Utvecklingssamarbete och humanitärt bistånd | Ja                                                                                                 | Ja  | Ja      | Ja     | Ja  | Ja      | Ja  | Ja      | Ja     | Ja      | Ja  | Ja  | Ja  | Ja | Ja  | Ja  | Ja     | Ja | Ja     | Ja     | Ja | Ja      | Ja     | Ja     | Ja      | Ja     | Ja | Nej    | Nej    | Nej    | Nej    | Nej    | Nej    | Nej    | Nej    |
| Sysselsättningspolitik | Ja                                                                                                 | Ja  | Ja      | Ja     | Ja  | Ja      | Ja  | Ja      | Ja     | Ja      | Ja  | Ja  | Ja  | Ja | Ja  | Ja  | Ja     | Ja | Ja     | Ja     | Ja | Ja      | Ja     | Ja     | Ja      | Ja     | Ja | Nej    | Nej    | Nej    | Nej    | Nej    | Nej    | Nej    | Nej    |
| Skydd för och förbättring av människors hälsa | Ja                                                                                                 | Ja  | Ja      | Ja     | Ja  | Ja      | Ja  | Ja      | Ja     | Ja      | Ja  | Ja  | Ja  | Ja | Ja  | Ja  | Ja     | Ja | Ja     | Ja     | Ja | Ja      | Ja     | Ja     | Ja      | Ja     | Ja | Nej    | Nej    | Nej    | Nej    | Nej    | Nej    | Nej    | Nej    |
| Industri | Ja                                                                                                 | Ja  | Ja      | Ja     | Ja  | Ja      | Ja  | Ja      | Ja     | Ja      | Ja  | Ja  | Ja  | Ja | Ja  | Ja  | Ja     | Ja | Ja     | Ja     | Ja | Ja      | Ja     | Ja     | Ja      | Ja     | Ja | Nej    | Nej    | Nej    | Nej    | Nej    | Nej    | Nej    | Nej    |
| Kultur | Ja                                                                                                 | Ja  | Ja      | Ja     | Ja  | Ja      | Ja  | Ja      | Ja     | Ja      | Ja  | Ja  | Ja  | Ja | Ja  | Ja  | Ja     | Ja | Ja     | Ja     | Ja | Ja      | Ja     | Ja     | Ja      | Ja     | Ja | Nej    | Nej    | Nej    | Nej    | Nej    | Nej    | Nej    | Nej    |
| Turism | Ja                                                                                                 | Ja  | Ja      | Ja     | Ja  | Ja      | Ja  | Ja      | Ja     | Ja      | Ja  | Ja  | Ja  | Ja | Ja  | Ja  | Ja     | Ja | Ja     | Ja     | Ja | Ja      | Ja     | Ja     | Ja      | Ja     | Ja | Ja     | Ja     | Ja     | Nej    | Nej    | Nej    | Nej    | Nej    |
| Utbildning, yrkesutbildning, ungdomsfrågor och idrott | Ja                                                                                                 | Ja  | Ja      | Ja     | Ja  | Ja      | Ja  | Ja      | Ja     | Ja      | Ja  | Ja  | Ja  | Ja | Ja  | Ja  | Ja     | Ja | Ja     | Ja     | Ja | Ja      | Ja     | Ja     | Ja      | Ja     | Ja | Ja     | Ja     | Ja     | Nej    | Nej    | Nej    | Nej    | Nej    |
| Civilskydd | Ja                                                                                                 | Ja  | Ja      | Ja     | Ja  | Ja      | Ja  | Ja      | Ja     | Ja      | Ja  | Ja  | Ja  | Ja | Ja  | Ja  | Ja     | Ja | Ja     | Ja     | Ja | Ja      | Ja     | Ja     | Ja      | Ja     | Ja | Ja     | Ja     | Ja     | Nej    | Nej    | Nej    | Nej    | Nej    |
| Administrativt samarbete | Ja                                                                                                 | Ja  | Ja      | Ja     | Ja  | Ja      | Ja  | Ja      | Ja     | Ja      | Ja  | Ja  | Ja  | Ja | Ja  | Ja  | Ja     | Ja | Ja     | Ja     | Ja | Ja      | Ja     | Ja     | Ja      | Ja     | Ja | Nej    | Nej    | Nej    | Nej    | Nej    | Nej    | Nej    | Nej    |
| Fördjupade samarbeten | |     |         |        |     |         |     |         |        |         |     |     |     |    |     |     |        |    |        |        |    |         |        |        |         |        |    |        |        |        |        |        |        |        |        |
| Internationella pars skilsmässoregler | Ja                                                                                                 | Ja  | Nej     | Nej    | Ja  | Nej     | Ja  | Ja      | Nej    | Ja      | Nej | Ja  | Ja  | Ja | Ja  | Nej | Nej    | Ja | Ja     | Nej    | Ja | Ja      | Nej    | Nej    | Ja      | Ja     | Ja | Nej    | Nej    | Nej    | Nej    | Nej    | Nej    | Nej    | Nej    |
| Internationella pars förmögenhetsförhållanden | Ja                                                                                                 | Ja  | Ja      | Nej    | Nej | Ja      | Ja  | Ja      | Nej    | Ja      | Ja  | Nej | Nej | Ja | Ja  | Ja  | Nej    | Ja | Nej    | Nej    | Ja | Ja      | Ja     | Ja     | Ja      | Nej    | Ja | Nej    | Nej    | Nej    | Nej    | Nej    | Nej    | Nej    | Nej    |
| Europeiska åklagarmyndigheten | Ja                                                                                                 | Ja  | Ja      | Nej    | Ja  | Ja      | Ja  | Ja      | Nej    | Ja      | Ja  | Ja  | Ja  | Ja | Ja  | Ja  | Ja     | Ja | Ja     | Ja     | Ja | Ja      | Ja     | Ja     | Ja      | Nej    | Ja | Nej    | Nej    | Nej    | Nej    | Nej    | Nej    | Nej    | Nej    |
| Enhetligt patentskydd | Ja                                                                                                 | Ja  | [ 99 ]  | Ja     | Ja  | Ja      | Ja  | [ 99 ]  | [ 99 ] | Ja      | Nej | Ja  | Ja  | Ja | Ja  | Ja  | [ 99 ] | Ja | Ja     | [ 99 ] | Ja | Nej     | Ja     | [ 99 ] | Ja      | [ 99 ] | Ja | Nej    | Nej    | Nej    | Nej    | Nej    | Nej    | Nej    | Nej    |
| Territoriellt tillämpningsområde | |     |         |        |     |         |     |         |        |         |     |     |     |    |     |     |        |    |        |        |    |         |        |        |         |        |    |        |        |        |        |        |        |        |        |
| Unionsrätten omfattar hela territoriet | Ja                                                                                                 | Ja  | [ 100 ] | Nej    | Ja  | [ 101 ] | Nej | [ 102 ] | Ja     | [ 103 ] | Ja  | Ja  | Ja  | Ja | Ja  | Nej | Ja     | Ja | Ja     | Ja     | Ja | [ 104 ] | Ja     | Ja     | [ 105 ] | Ja     | Ja | Nej    | Nej    | Nej    | Nej    | Nej    | Nej    | Nej    | Nej    |
| Ja | Relevant del av unionsrätten tillämplig i berört land genom unionens fördrag eller rättsakter      |     |         |        |     |         |     |         |        |         |     |     |     |    |     |     |        |    |        |        |    |         |        |        |         |        |    |        |        |        |        |        |        |        |        |
| Ja | Relevant del av unionsrätten tillämplig i berört land genom EES-avtalet (undantag kan förekomma)   |     |         |        |     |         |     |         |        |         |     |     |     |    |     |     |        |    |        |        |    |         |        |        |         |        |    |        |        |        |        |        |        |        |        |
| Ja | Relevant del av unionsrätten tillämplig i berört land genom annat mellanstatligt avtal med unionen |     |         |        |     |         |     |         |        |         |     |     |     |    |     |     |        |    |        |        |    |         |        |        |         |        |    |        |        |        |        |        |        |        |        |
| [–] | Relevant del av unionsrätten tillämplig i berört land med undantag                                 |     |         |        |     |         |     |         |        |         |     |     |     |    |     |     |        |    |        |        |    |         |        |        |         |        |    |        |        |        |        |        |        |        |        |
| Nej | Relevant del av unionsrätten ej tillämplig i berört land                                           |     |         |        |     |         |     |         |        |         |     |     |     |    |     |     |        |    |        |        |    |         |        |        |         |        |    |        |        |        |        |        |        |        |        |